# Kim Hyun-sub
Dans ce nom, le nom de famille précède le nom personnel.

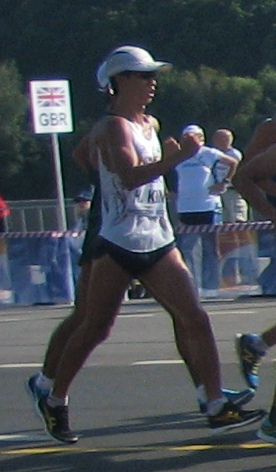
Kim Hyun-sub

Kim Hyun-sub (né le 31 mai 1985) est un athlète sud-coréen, spécialiste de la marche.
Son meilleur temps sur 20 km est de 1 h 19 min 31, obtenu à Nomi le 13 mars 2011 en remportant la médaille d'or lors des Championnats asiatiques de marche (AAA Walking Championship 2011).
Il a été médaillé de bronze lors des Championnats du monde juniors à Grosseto en 2004 sur 10 000 m. Il a terminé huitième de la Coupe du monde de marche à Naumburg en 2004, sur 10 km.
Seulement 34e aux mondiaux de Berlin en 2009, alors qu'il avait été vingtième deux ans plus tôt à Osaka, il participe aux Jeux olympiques de Pékin en se classant 23e. Il a également participé aux 22e et 23e éditions de la Coupe du monde de marche à La Corogne et à Tchéboksary.
Il termine initialement 6e du 20 km marche lors de Daegu 2011 en 1 h 21 min 17 s, en devenant avec Park Chil-sung, un autre marcheur, un des deux seuls Sud-Coréens à être finalistes lors de ces Championnats. Ce placement devient la 4e place quand le 20 janvier 2015, les deux Russes arrivés premiers de cette compétition sont disqualifiés par leur fédération.
Il porte son record à 1 h 19 min 24 s, lors des Championnats d'Asie à Nomi le 16 mars 2014, puis améliore encore ce temps le 15 mars 2015 lors de l'édition suivante dans la même ville, en 1 h 19 min 13 s, nouveau record national.